# John Ehrman
John Patrick William Ehrman (* 17. März 1920 in London; † 15. Juni 2011 in Taynton, Oxfordshire) war ein englischer Historiker, Hochschullehrer und Buchsammler. Bekannt wurde er besonders durch eine dreibändige Biografie über William Pitt den Jüngeren, einen ehemaligen britischen Premierminister des 18. Jahrhunderts.

## Leben
Ehrman war der Sohn des jüdischen Londoner Geschäftsmanns Alfred Ehrman (1890–1969), der mit Industriediamanten handelte. Er besuchte die Charterhouse School in der Nähe von London und ging danach an das Trinity College in Cambridge. Er unterbrach sein Studium, da er zum Kriegsdienst in die Royal Navy einberufen wurde und diente während des Zweiten Weltkriegs auf Korvetten im Mittelmeer und auf Begleitschiffen zum Schutz von Konvois im Nordatlantik.
Sein Studium der Geschichte am Trinity College setzte Ehrman nach 1945 fort. Er wurde 1947 Fellow des Colleges. In den folgenden Jahren arbeitete er im Cabinet Office und befasste er sich mit der Abfassung von zwei Bänden (Band V und Band VI) der offiziellen Geschichte der britischen Kriegsführung aus der Perspektive des Oberkommandos. Die beiden Bände der Serie Grand Strategy waren dem Zeitraum von April 1943 bis August 1945 gewidmet und wurden 1956 von Ehrman abgeschlossen. Danach verließ er das Cabinet Office und ging für ein Jahr nach Cambridge zurück.
Seit 1957 widmete Ehrman sich als ungebundener Gelehrter weiteren historischen Stoffen. Sein Hauptwerk ist die dreibändige Darstellung The Younger Pitt, deren letzter Band 1996 gedruckt wurde. Er widmete sich unter anderem dem Ausbau der Buch- und Inkunabel-Sammlung seines Vaters, die Broxbourne Library, die er 1978 den großen Bibliotheken in Cambridge, Oxford und London überließ. Er wurde Fellow der British Academy und erfüllte verschiedene Ehrenämter im britischen Museums-, Archiv- und Bibliothekswesen aus.
Ehrmann war mit der Tochter eines Vizeadmirals der Royal Navy verheiratet. Das Paar hat vier Söhne.

## Ehrungen
- Fellow der British Academy, London

## Veröffentlichungen
- The Navy in the War of William III, 1689–1697 its State and Direction. Cambridge University Press, Cambridge, England 1953.
- als Mitherausgeber: Grand Strategy. Her Majesty’s Stationery Office, London 1956.
  - Band V: April 1943 till September 1944.
  - Band VI: Oktober 1944 till August 1945.
- Cabinet Government and War, 1890–1940. Cambridge University Press, Cambridge, England 1958.
- Lloyd George und Churchill as War Ministers. In: Transactions of the Royal Historical Society. Fifth Series, Volume 11. London 1961, S. 101–115.
- The British Government and Commercial Negotiations with Europe 1783–1793, Cambridge University Press, Cambridge, England 1962.
- The Younger Pitt[1]
  - The Years of Acclaim, Constable, London 1969.
  - The Reluctant Transition, Constable, London 1983.
  - The Consuming Struggle, Constable, London 1996.